# جاسم الأستاذ
جاسم أحمد سليمان الاستاذ مواليد دولة الكويت ، نائب سابق شارك في انتخابات مجلس الامة الكويتي في فصله التشريعي الثاني عام 1967 عن الدائرة السابعة (الدسمة) وجاء بالمركز الثالث وحصل علي (933) صوت ونجح بالانتخابات.